# Berner Alpkäse
El Berner Alpkäse és un formatge suís produït a l'Oberland bernès i les regions veïnes dels prealps de Vaud i Lucerna. Compta amb una AOC a Suïssa des del 26 de març de 2004. Quan el formatge es madura durant 12 mesos, la pasta s'endureix i pot ser raspallada per convertir-se en el Berner Hobelkäse AOC.